# HCSCCS
HCSCCS (Hidróxido-Cítrico-Sulfato de Cobre-Cloruro de sodio), es un cristal verde algo flúorescente, extremadamente corrosivo y venenoso para el ser humano, no se conoce completamente su composición química, posiblemente sea C(CITR)H(SHO2Cu)+ClNa (CITR es ácido cítrico). 
Se obtiene al disolver sulfato de cobre, cloruro de sodio y azúcar en ácido cítrico, y agua. Su efecto corrosivo produce reacciones en metales como el plomo y aluminio; y no metales como el azufre y cloro en el cual se implementa su reactividad al disolverlo en agua. Disuelto en agua, la reacción con azufre es violenta, calentando el recipiente donde se encuentra y haciendo que se forme gas hidróxido de azufre, venenoso.
- Datos: Q5890534